# الحايلة العليا (الحيمة الخارجية)

تعديل مصدري - تعديل

الحايلة العليا هي إحدى قرى عزلة السدس بمديرية الحيمة الخارجية التابعة لمحافظة صنعاء، بلغ تعداد سكانها 32 نسمة حسب تعداد اليمن لعام 2004.